# Blue Angel (박지윤의 음반)
《Blue Angel》은 1998년에 나온 박지윤의 2집 정규 앨범이다. 태원엔터테인먼트 기획이며, 가수 박지윤의 두 번째 앨범이다. 타이틀곡으로 Steal Away을 정해 활동했다. 이 음반의 제목으로 박지윤의 팬클럽 이름이 정해졌다.

## 트랙 목록
| 트랙 | 제목                        | 작사                     | 작곡                     | 시간  |
| ---- | --------------------------- | ------------------------ | ------------------------ | ----- |
| 01   | 내 눈에 슬픈 비             | 양재선                   | 김형석                   | 03:41 |
| 02   | 내 남자                     | J.Y Park "The Asiansoul" | J.Y Park "The Asiansoul" | 03:25 |
| 03   | Steal Away(주인공)          | 이승호                   | 윤일상                   | 03:58 |
| 04   | Last Night                  | 배정은                   | 배정은                   | 04:32 |
| 05   | 널 보내고                   | 김종숙                   | HITMAN BANG              | 03:20 |
| 06   | 소중한 사랑                 | J.Y Park "The Asiansoul" | J.Y Park "The Asiansoul" | 03:47 |
| 07   | 너도 나처럼                 | 여정윤                   | 김형석                   | 03:58 |
| 08   | 위험한 사랑(Dangerous Love) | 김동현                   | 박성수                   | 03:31 |
| 09   | 별거 아냐                   | 김종숙                   | 이철원                   | 04:00 |
| 10   | 천사                        | 김종숙                   | HITMAN BANG              | 04:27 |

## 음반 판매량 및 기타 사항
- 한국음반산업협회의 통계에 의하면 이 음반은 총 228,188장을 판매하였다.
- 현재 절판되어 새 제품을 구입할 수 없다.